# Charles Serfass
Charles Joseph Georges Serfass, född den 16 oktober 1873 i Paris, död den 8 mars 1949 i Menton, var en fransk reformert präst.
Serfass blev bachelier en théologie i Montauban 1900, pastor vid reformerta kyrkan i Toulaud i departementet Ardèche samma år, vid Franska reformerta kyrkan i Stockholm 1906 och i Casablanca i Marocko 1920. Utöver avhandlingen Sur l'influence du Paulinisme dans les réveils religieux (1900) skrev han flera religionshistoriska uppsatser i "Bulletin de la société d'histoire du protestantisme français" samt L'église réformée française et l'église luthérienne française de Stockholm (Paris 1924).